# Хохваннер
Хохваннер (нем. Hochwanner) — гора в хребте Веттерштайн на границе федеральных земель Бавария и Тироль.
Высота над уровнем моря — 2744 м, это вторая по высоте гора Германии после Цугшпитце.
Для альпинистов-любителей подъём на вершину сравнительно сложен, поэтому Хохваннер менее популярен других вершин в Баварских Альпах. Наиболее лёгкий и популярный маршрут — по южному склону. Кроме того, на горе часто случаются лавины и оползни, что повышает риск при восхождении.